# クロウリー (ルイジアナ州)
クロウリー（英語: Crowley）は、アメリカ合衆国ルイジアナ州アカディア郡の郡庁所在地。2020年国勢調査での人口は11,710人である。例年10月第3週の週末に開催されるインターナショナル・ライス・フェスティバル(en:International Rice Festival)と、スワンプ・ブルース(en:Swamp blues)などを多くレコーディングしたJ・D・ミラーのスタジオが知られている。クロウリーはかつてコメの収穫と精米の主要な中心地であったことから、「アメリカのコメの首都」という愛称が付けられている。

## 地理
クロウリーは北緯30度12分49秒 西経92度22分25秒 / 北緯30.21361度 西経92.37361度(30.213618, -92.373695) に位置している。アメリカ国勢調査局によると、町の総面積は12.7 km² (4.9 mi² )で、すべて陸地である。 

## 人口動勢
以下は2020年のアメリカ合衆国国勢調査における人口統計データは以下の通りである：
基礎データ
- 人口: 111,710人
- 世帯数: 4,807世帯
- 家族数: 2,934家族
- 人口密度: 772.70/km² (2,001.37/mi²）

人種別人口構成
- 白人: 60.28%
- アフリカン・アメリカン: 32.74%
- ネイティブ・アメリカン: 0.21%
- アジア人: 0.44%
- その他の人種、2人種間以上の混血: 2.97%
- ヒスパニック・ラテン系: 3.36%

世帯と家族（対世帯数）
- 全世帯数: 4,807
- 結婚・同居している夫婦: 33.5%
- 女性がいない男性世帯：18.5%
- 男性がいない女性世帯: 41.8%
  - 家族: 3.34人

年齢別人口構成
- 5歳未満: 5.4%
- 18歳以上: 72.4%
- 65歳以上: 17.2%
- 年齢の中央値: 37.7歳

収入と家計
- 収入の中央値
  - 世帯: $26,972米ドル
  - 家族: $31,168米ドル
  - 結婚したカップル: 50,066米ドル
  - 非家族: 19,138米ドル
- 貧困線以下
  - 対人口: 37.1%